# Huvudsta
Huvudsta é um subúrbio da comuna de Solna em Estocolmo. Em Huvudsta, perto de Vasastaden, fica o Castelo de Karlberg construído no século XII. 
Em Huvudsta, está situada a Estação Huvudsta do Metropolitano de Estocolmo.